# Lindernia hyssopioides
Lindernia hyssopioides é uma espécie botânica do gênero Lindernia pertencente à família Linderniaceae.